# Bulbophyllum polliculosum
Bulbophyllum polliculosum là một loài phong lan thuộc chi Bulbophyllum.